# Porsche 917/Can-Am
 (juin 2018).
Si vous disposez d'ouvrages ou d'articles de référence ou si vous connaissez des sites web de qualité traitant du thème abordé ici, merci de compléter l'article en donnant les références utiles à sa vérifiabilité et en les liant à la section « Notes et références ».
La Porsche 917/Can-Am est une voiture de course construite par Porsche spécifiquement pour les compétitions CanAm auxquelles elle a participé aux éditions 1969, 1971, 1972 et 1973.

## Historique

### Genèse
En 1969, parallèlement au programme 917 dédié à l'endurance, Porsche propose une variante de sa voiture de course à 12 cylindres pour la série CanAm en Amérique du Nord. Malgré une conception de la 917 pensée pour des épreuves sur de longues distances, la plate-forme montre son potentiel pour les courses de sprint sur 200 miles de la CanAm. Les dirigeants de Porsche, bien conscients de l’importance du marché américain, cherchent à retrouver une place dans les courses américaines. Le spyder 917 P.A. (pour Porsche + Audi), est alors équipé du flat 12 4.5l de la Porsche 917 d'endurance.

### Des résultats
En 1969, pilotée par Joseph Siffert la 917/PA s'élance à la fin de la saison et ne participe qu’à 7 des 11 courses du championnat. Les excellents résultats de la machine lui permettront d’arriver en 4e position du championnat. La 917/PA est équipée du châssis standard, d'une carrosserie ouverte, de roues élargies et d'un réservoir supplémentaire.
En 1970, Porsche suspend le programme de courses mais poursuit le projet avec un Can-Am 917 spécialement conçu pour la saison suivante, la série CanAm devant faire partie du calendrier FIA. L'Amérique du Nord, et les États-Unis en particulier, étant le marché le plus important de Porsche, la conception de la nouvelle voiture se devait d'être gagnante.
En 1971, une barquette 5.0l atmosphérique est proposée et devient la Porsche 917/10, de nouveau pilotée par Joseph Siffert qui l'amena à la 4e place du classement général après six épreuves. Mais le pilote se tua en formule 1. Porsche décida de ne pas continuer le championnat.
En 1972, Porsche s'associe à l’écurie américaine Team Penske. La voiture est pilotée par Mark Donohue puis George Follmer. Avec cinq victoires, ce dernier est proclamé champion de la discipline. Les 917/10 dominent la saison CanAm de 1972 en remportant six des neuf courses. Porsche termine en tête du championnat, mettant un terme à l’hégémonie de McLaren / Chevrolet.
En 1973, Porsche propose une toute nouvelle voiture : la 917/30. Ce sera l'année de la gloire. La voiture est améliorée aérodynamiquement grâce au nouvel aileron arrière à faible traînée. Le moteur V12 5.0l, 12 cylindres à plat reçoit deux gros turbocompresseurs : un par rangée de cylindres. La 917/30 est désormais prête avec ses 1 000 ch voire 1 500 ch avec le boost, pour seulement 800 kg. Le rapport poids / puissance exceptionnel crée des performances époustouflantes: 0-100 km/h en 2,1 secondes; 0–200 km/h en 5,3 secondes et 0-300 en 11,2 secondes. Avec une route suffisamment dégagée, la 917/30 était capable de dépasser 386 km/h. Face à de telles performances, Porsche a étendu l'empattement, augmenté la capacité de carburant, renforcé les bras triangulaires inférieurs et conçu des turbines à extracteur spécialement conçues pour faciliter le refroidissement des freins. Le problème du temps de réaction des turbos était résolu par un système de soupape libérant les gaz des turbos lors de la décélération, le pilote a désormais à sa disposition une molette pour moduler la puissance du moteur selon les circonstances de course. Mark Donohue écrase le championnat CanAm, en remportant six victoires consécutives et le titre était assuré avant la fin de la saison.

### Fin prématurée
En 1973 la SCCA imposant des limites de carburant, Porsche et McLaren se retirent de la série.
Reste que cette voiture est l’aboutissement suprême de la 917 née cinq ans auparavant. Les ingénieurs Porsche firent preuve d’audace en s’attaquant à des problèmes que personne n’avait encore osé affronter telle que la suralimentation.
La 917-30, surnommée "The Can-Am Killer", est considérée comme l’une des machines de course les plus puissantes et les plus dominantes jamais créées.

### Une avancée
Porsche a transformé le sport automobile en introduisant le turbocompresseur en course avec la 917 CanAm. Rapidement, cette technologie s'est adaptée aux véhicules du quotidien.

## Résultats en compétition
Version 917 PA  : 4e en 1969

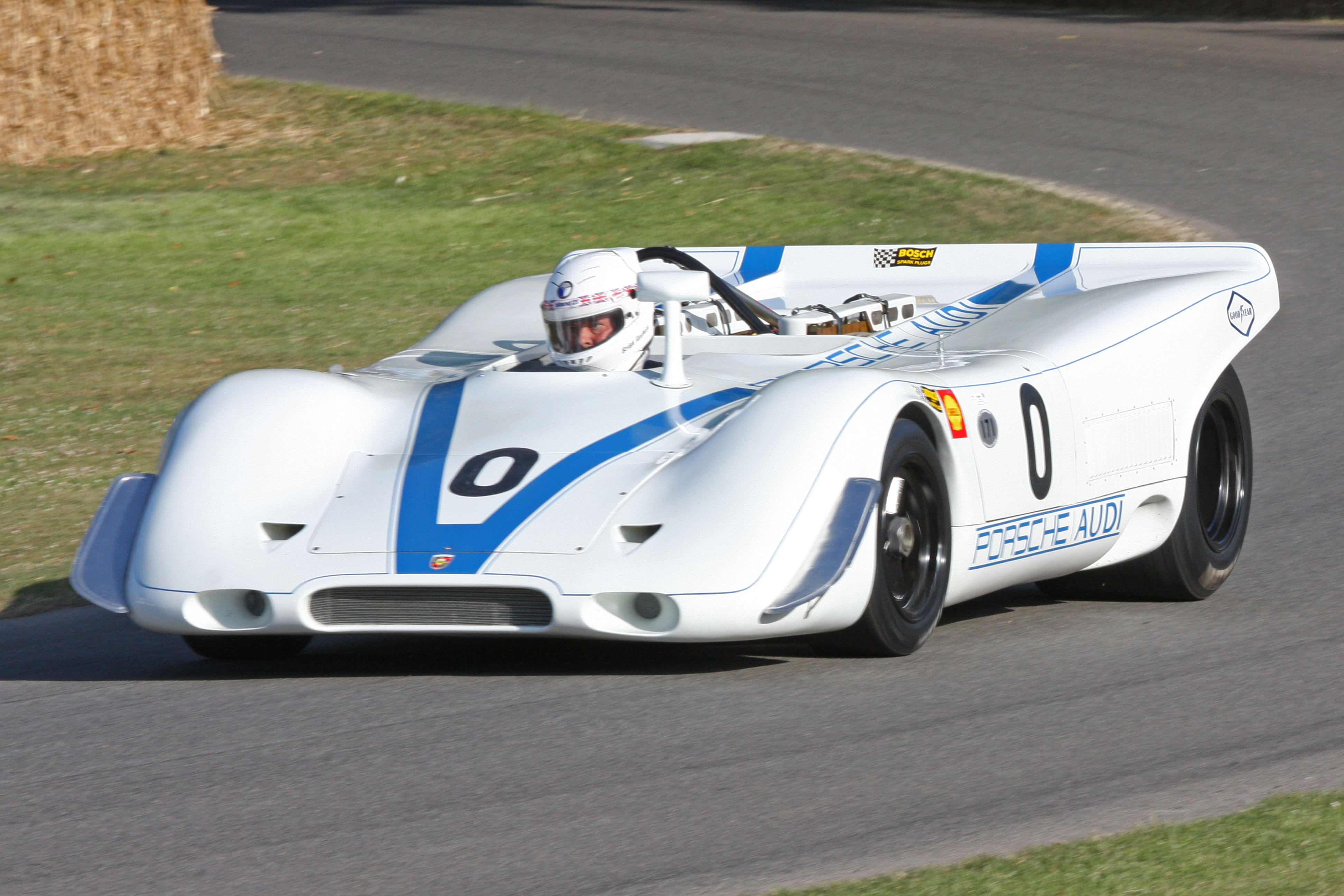
1969 Porsche 917/PA
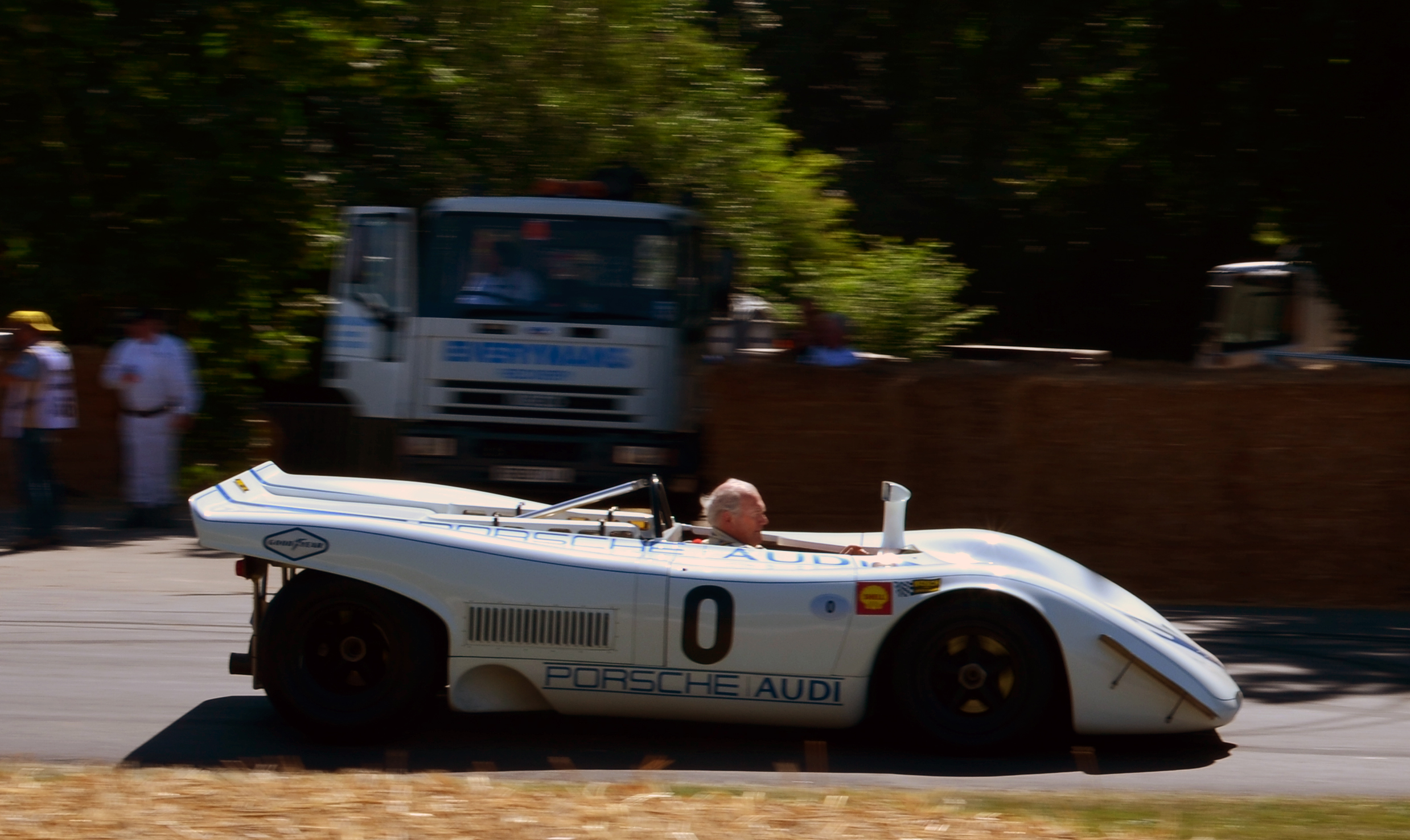
Porsche 917 P-A à Goodwood 2014

 Version 917/10  : 4e en 1971 / 1re en 1972

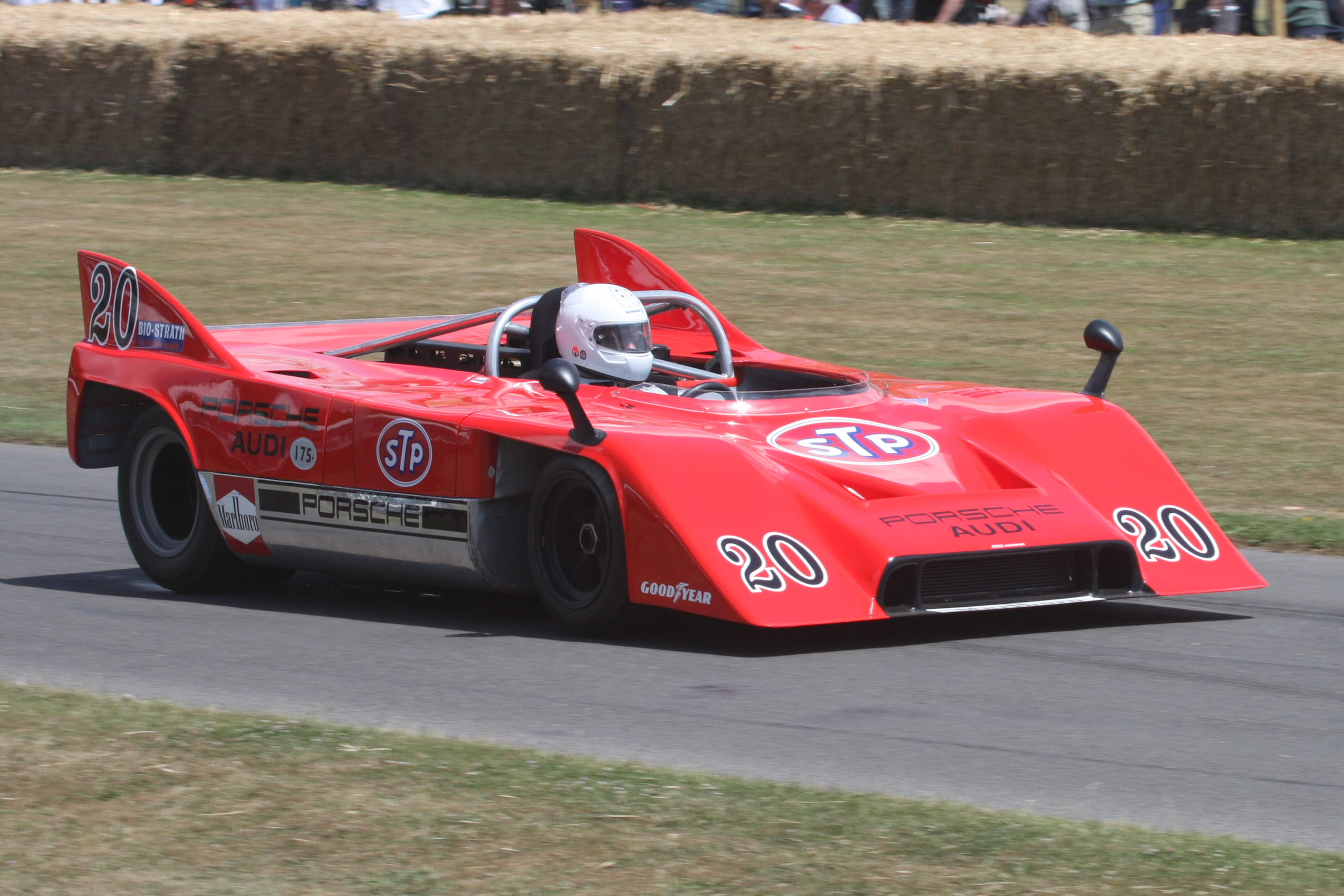
1971 Porsche917/10
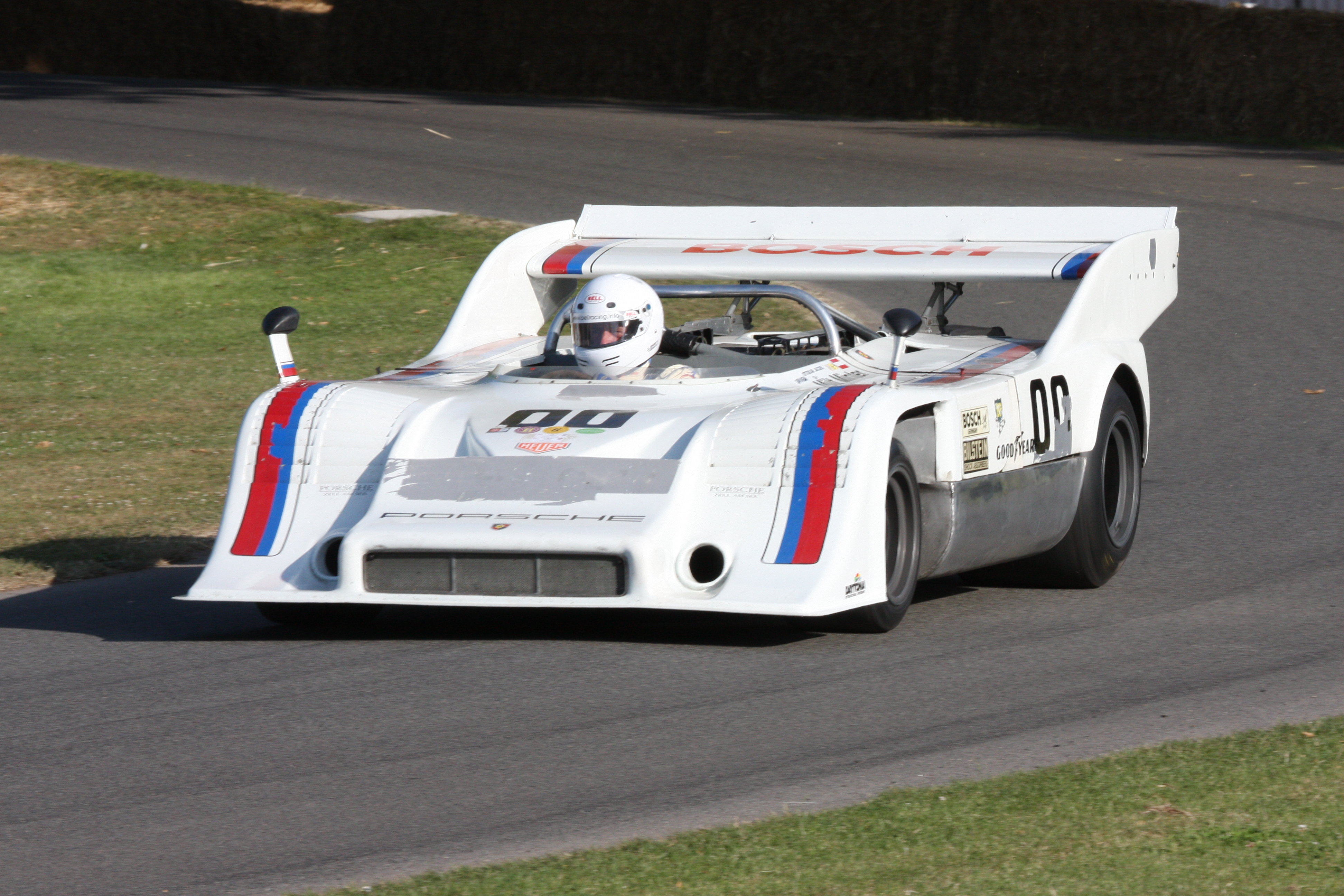
Porsche Can-Am de 1972

 Version 917/30  : 1re en 1973

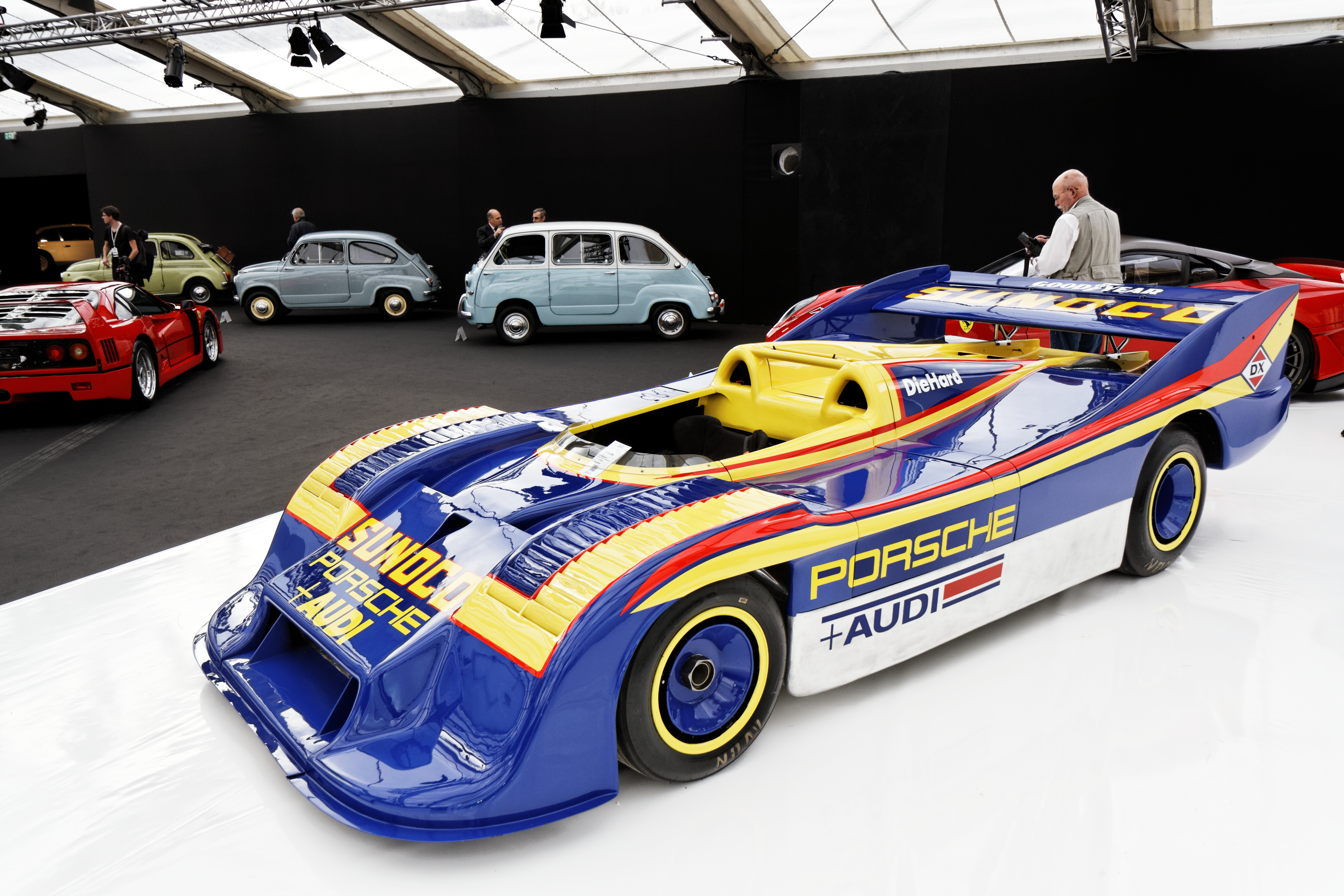
Porsche 917-30 CAN-AM Spyder - 1973
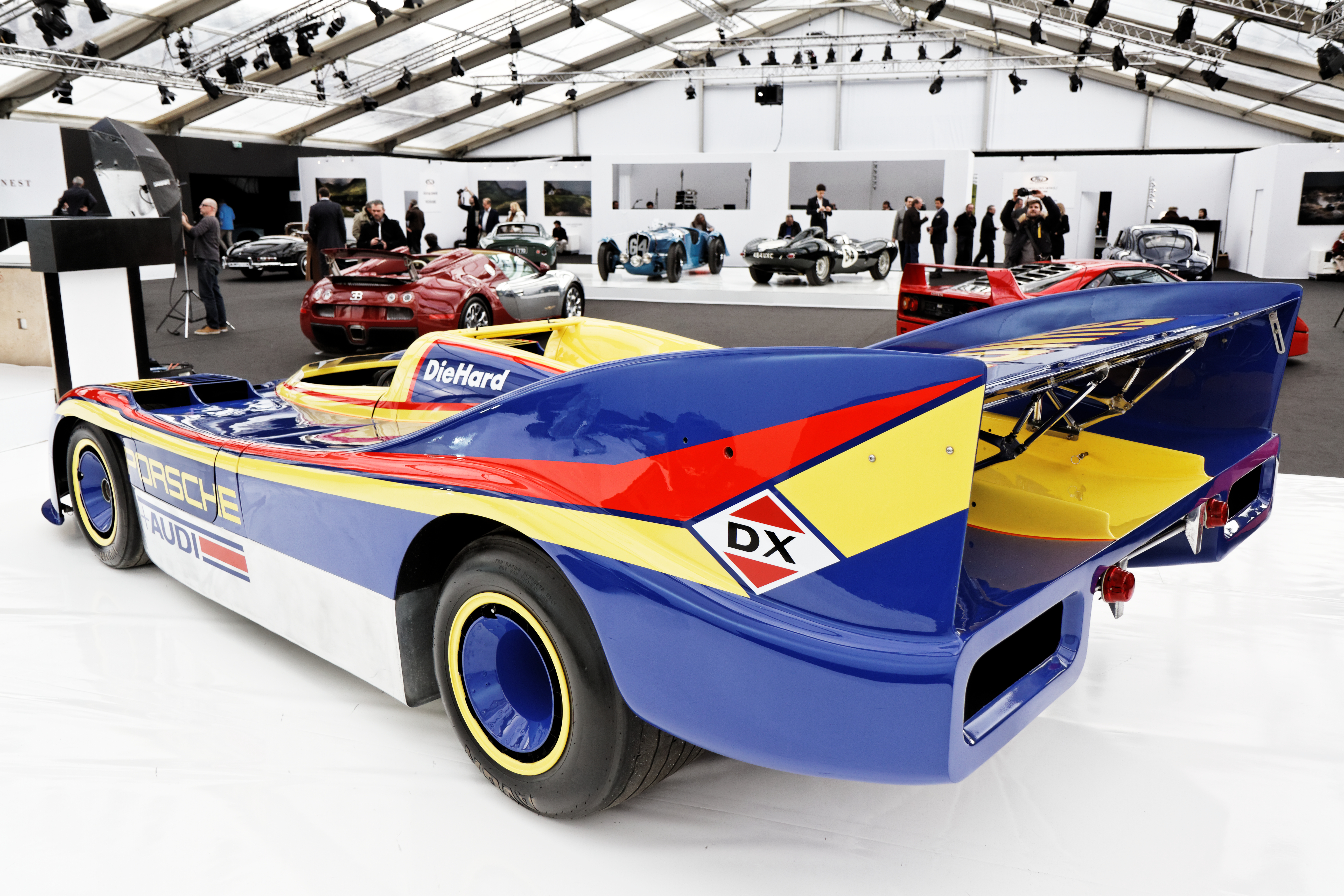
Porsche 917-30 CAN-AM Spyder - 1973 arrière

## Annexe